# Gaston Defferre

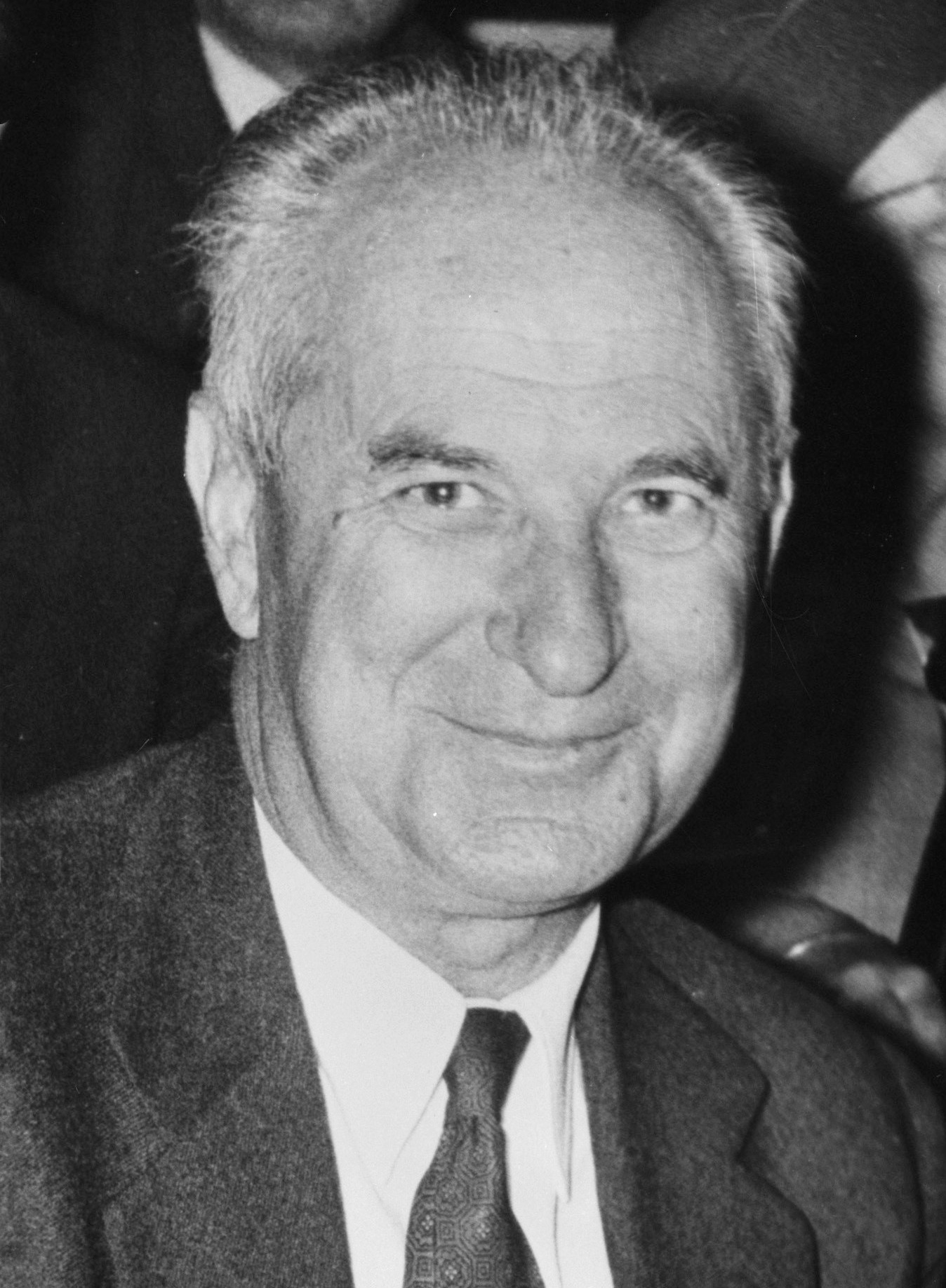
Gaston Defferre, 1964

Gaston Paul Charles Defferre (* 14. September 1910 in Marsillargues, Département Hérault; † 7. Mai 1986 in Marseille) war ein französischer Politiker (Sozialistische Partei) und Widerstandskämpfer.

## Leben
Gaston Defferre entstammt einer kleinbürgerlich-protestantischen Familie; er war das zweite Kind von Paul Defferre (1882–1961) und Suzanne Causse (1882–1971). 1928 ließ er sich in Dakar nieder. Nach dem Studium der Volkswirtschaft und Rechtswissenschaft in Aix-en-Provence wurde er 1931 Rechtsanwalt in der Anwaltskammer von Marseille, 1933 trat er der SFIO bei, wurde Anhänger der Volksfront und militanter Sozialist.
1940 wurde er einer der ersten sozialistischen Résistance-Mitglieder im von Daniel Mayer geschaffenen Comité d’action socialiste (CAS). Im engen Umkreis des Netzwerks Brutus von Pierre Sudreau und André Boyer erhielt er den Kampfnamen Oberstleutnant Danver. Er ging in den Untergrund, als die Wehrmacht am 12. November 1942 die „freie, unbesetzte Zone“ Frankreichs besetzte („Unternehmen Anton“). Sie schufen ein Netzwerk in Toulouse, Lyon und im Département Lot. Am 15. September 1944 empfing Defferre Charles de Gaulle nach der Befreiung (Libération) vor dem Rathaus von Marseille.
Von 1953 bis 1986 war er sozialistischer Bürgermeister von Marseille, was ihm aufgrund der langen Amtszeit den Spitznamen König der Canebière einbrachte.
1969 war er Präsidentschaftskandidat der SFIO (im Tandem mit Pierre Mendès France vom Parti radical socialiste, der bei einem Wahlerfolg Premierminister geworden wäre), aber er erhielt im ersten Wahlgang am 1. Juni 1969 nur 5,0 % (zum Vergleich: Georges Pompidou erhielt 44,47 %, Alain Poher 23,31 % und Jacques Duclos 21,27 %).
Defferre war während der ersten Amtszeit von Präsident François Mitterrand Innenminister im Kabinett Mauroy (Mai 1981 bis Juli 1984). Im Juni 1984 unterzeichnete er in Madrid die Verträge von Castellana, zur Festigung der französisch-spanischen Beziehungen.
Seit 1973 war Defferre mit der Schriftstellerin Edmonde Charles-Roux (1920–2016) verheiratet. Er wurde hauptsächlich durch sein langjähriges Mandat als Bürgermeister von Marseille bekannt sowie als Autor des Gesetzes über die Dezentralisierung (promulgiert 2. März 1982). Zeitweise war er zudem Direktor der Zeitung Le Provençal.

## Duelle
Defferre erregte auch durch zwei Duelle mit politischen Gegnern öffentliche Aufmerksamkeit. Der Historiker Frédéric Rouvillois bezeichnet ihn gar als leidenschaftlichen (acharné) Duellanten. Ein Pistolenduell mit dem Abgeordneten Paul Bastid am 29. März 1947 endete unblutig. Defferre hatte Bastide zuvor im Palais Bourbon geohrfeigt, weil dieser in L’Aurore einen Artikel hatte erscheinen lassen, den Defferre als beleidigend empfand.
Am 21. April 1967 trugen Defferre und der gaullistische Abgeordnete René Ribière (1922–1998) im Park einer Villa in Neuilly-sur-Seine mit Degen das letzte bekannte Duell in Frankreich aus. Defferre hatte Ribière während einer Sitzung der französischen Nationalversammlung als Idioten (abruti) bezeichnet und Ribière ihn daraufhin „zur Wiederherstellung seiner Ehre“ zum Zweikampf gefordert. Als Ribières Sekundant fungierte der nationalistische Politiker Jean-Marie Le Pen. Das Duell, das in Anwesenheit von Fotografen und einem Kamerateam stattfand, wurde nach vier Minuten vom Schiedsrichter, dem linksgaullistischen Abgeordneten Jean de Lipkowski, abgebrochen, nachdem Defferre seinem Gegner zwei leichte Verletzungen zugefügt hatte.

## Politische Mandate
- sozialistischer Abgeordneter des Départements Bouches-du-Rhône (1945–1958)
- Bürgermeister von Marseille (1944–1945 und 1953–1986)
- Staatssekretär für Information vom 26. Januar bis zum 24. Juni 1946 im Kabinett Félix Gouin
- Unterstaatssekretär für die französischen Überseeterritorien vom 16. Dezember 1946 bis zum 22. Januar 1947 im Kabinett Léon Blum
- Handelsmarineminister vom 12. Juli 1950 bis zum 11. August 1951 im Kabinett René Pleven und Henri Queuille
- Minister für die französischen Überseeterritorien vom 1. Februar 1956 bis zum 13. Juni 1957 im Kabinett Guy Mollet
- sozialistischer Senator von 1959 bis 1962
- sozialistischer Abgeordneter der Nationalversammlung seit 1962 und Fraktionsvorsitzender der SFIO
- Innenminister und Minister für die Dezentralisation vom 21. Mai 1981 bis zum 17. Juli 1984 im Kabinett Pierre Mauroy
- Staatsminister verantwortlich für den Plan und die Neuordnung des Territoriums vom 17. Juli 1984 bis 20. März 1986 im Kabinett Laurent Fabius